# Contracción muscular

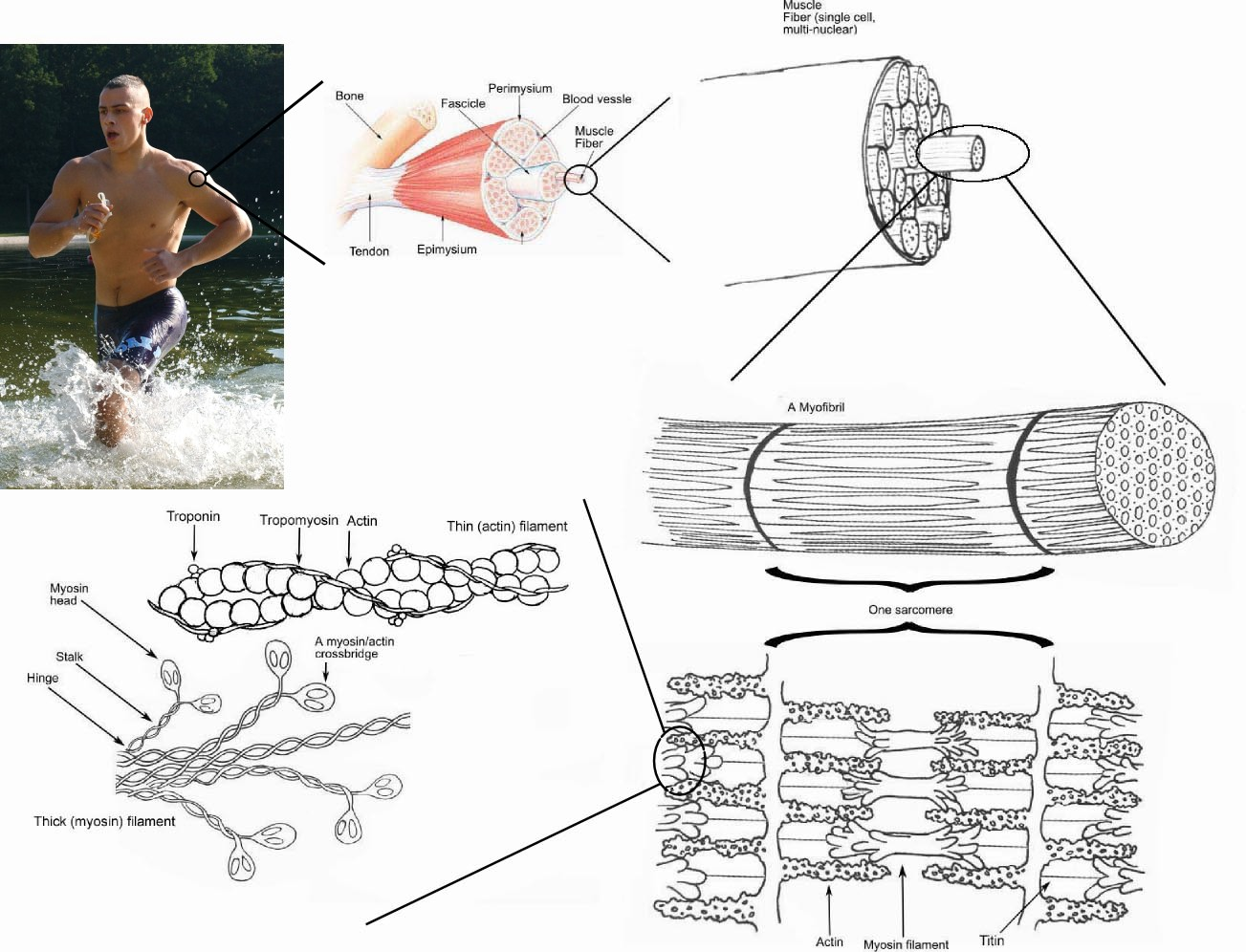
Esquema jerárquico de los músculos.

La contracción muscular es el proceso fisiológico en el que los músculos desarrollan tensión y se acortan o estiran (o bien pueden permanecer de la misma longitud) por razón de un previo estímulo de extensión.

Estas contracciones producen la fuerza motora de casi todos los músculos superiores, por ejemplo, para desplazar el contenido de la cavidad a la que recubren (músculo liso) o mueven el organismo a través del medio o para mover otros objetos (músculo estriado).
Las contracciones son controladas por el sistema nervioso central. Mientras el cerebro controla las contracciones voluntarias, la médula espinal controla los reflejos involuntarios.

## Contracción muscular

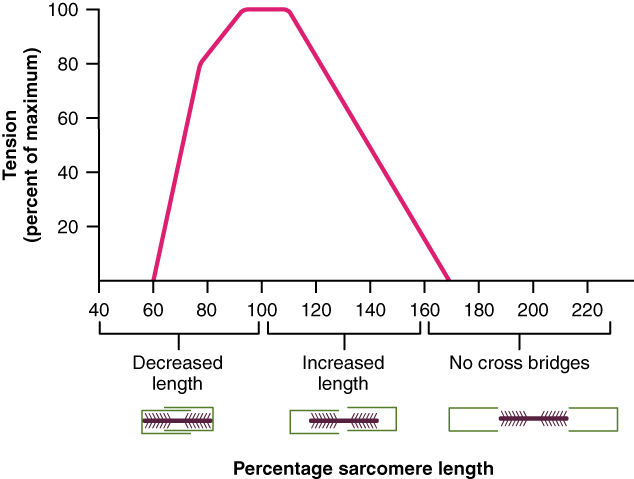
Miograma y correlato anatómico del acortamiento del sarcómero (abajo).

La contracción muscular se puede explicar como un desplazamiento de los miofilamentos, es decir, la cabeza de la miosina se ancla a la actina produciéndose así el dicho desplazamiento. Cabe decir que la contracción muscular está regulada por el calcio, el ATP y el Magnesio, aunque se desconoce por qué el Magnesio causa contracción en músculos después de la muerte, esto está bajo investigación.
Para que la contracción esté sincronizada entre las células, se necesita que existan uniones tipo gap que permitan el paso de los iones y pasen el estímulo eléctrico.

## Músculo estriado

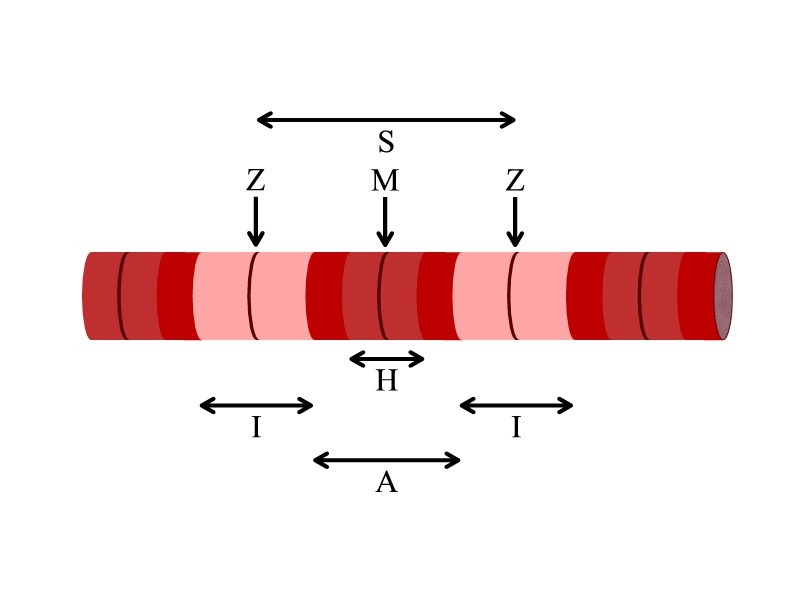
S = sarcómero, A = banda-A, I = banda-I, H = zona-H, Z = línea-Z, M = línea-M.

El músculo esquelético y cardíaco son músculos estriados por razón de su apariencia en estrías bajo el microscopio, debido al altamente organizado patrón de bandas A y bandas I. 
En estado de relajación las fibras de miosina y actina, las proteínas en los filamentos de la zona A, apenas se superponen entre sí, mientras que la actina se superpone casi al completo sobre los filamentos de miosina en el estado de contracción. Los filamentos de actina, se han desplazado sobre los filamentos de miosina y sobre ellos mismos, de tal manera que se entrelazan entre sí en mayor mecanismo de deslizamiento de filamentos. 
La contracción dependerá de los iones de Ca+2 citoplasmático. El calcio al unirse a la troponina que recubre la actina, deja libre los puntos de unión de ésta con la miosina. El hecho de que aumenten las concentraciones citoplasmáticas radica en la inervación que tiene el músculo estriado. Cuando una neurona motora desarrolla un PA (potencial de acción) sobre el músculo estriado esquelético (el cardiaco tiene contracción propia, sin neurona motora) se liberará acetilcolina sobre las células musculares (uniéndose a su receptor nicotinico ionotrópico), esto provocará una despolarización en la membrana que se transmitirá a lo largo del músculo. La despolarización llegará al retículo sarcoplásmico y gracias a los Tubulos T se aproximará el potencial para la liberación intracelular del Ca acumulado. 
Esta concentración de [Ca+2] aún no será suficiente para producir la contracción, por lo que también habrá una entrada de calcio extracelular por los canales de Ca. De esta manera los puntos de unión miosina-actina están libres y al unirse se produce la contracción. 
Cuando llega el momento de la relajación habrá que romper los enlaces para que el músculo no este contraído. Estos enlaces se rompen gracias a la acción de la miosina como ATP, que por hidrólisis de ATP rompe el enlace. 
Este proceso se verá favorecido solo cuando las [Ca] disminuyan. Esto es posible gracias a la existencia de bombas de Ca en el retículo sarcoplasmico que vuelven a guardar el Ca (1ATP hidrolizado por cada 2Ca que entran), la presencia del intercambiador Na-Ca en la membrana celular permitirá la salida de más Ca al medio extracelular.
Si alguna de estas bombas fallaran se produciría la Tetanización (los músculos quedan contraídos)

Los filamentos de actina se deslizan hacia adentro entre los filamentos de miosina debido a fuerzas de atracción resultantes de fuerzas mecánicas, químicas y electrostáticas generadas por la interacción de los puentes cruzados de los filamentos de actina.
1. En reposo, las fuerzas de atracción entre los filamentos de actina y miosina están inhibidas.
2. Los potenciales de acción se originan en el sistema nervioso central, ya que la contracción de los músculos estriados es voluntaria (obviamos los actos reflejos), y viaja hasta llegar a la membrana de la motoneurona. Esta motoneurona, que tendrá su soma en las astas anteriores de la médula espinal, generará en el cono axónico un potencial de acción que viajará, de forma ortodrómica y saltatoria, hasta la placa motora de las fibras musculares. Esta placa motora está compuesta por todas las depresiones de la membrana plasmática (sarcolema) de las fibras musculares que inerva dicha motoneurona. Estas depresiones se conocen como túbulos T, y están asociados a las cisternas distales del retículo sarcoplasmático, una a "cada lado". Así, conforman la tríada muscular.
3. El potencial de acción activa los canales de calcio dependientes de voltaje en el axón haciendo que el calcio fluya dentro de la neurona.
4. El calcio hace que las vesículas, conteniendo el neurotransmisor llamado acetilcolina, se unan a la membrana celular de la neurona, liberando la acetilcolina al espacio sináptico donde se encuentran la neurona con la fibra muscular estriada.
5. La acetilcolina activa receptores nicotínicos de la acetilcolina en la fibra muscular abriendo los canales para sodio y potasio haciendo que ambos se muevan hacia donde sus concentraciones sean menores: sodio hacia dentro de la célula y potasio hacia fuera.
6. La nueva diferencia de cargas causada por la migración de sodio y potasio despolariza (la hace más positiva, debido a que la entrada de sodio es más pronunciada), el interior de la membrana. Esta despolarización acaba activando receptores voltaje-dependientes de la membrana celular (canales de dihidropiridina) los cuales por medio de un cambio conformacional terminan activando de manera mecánica a los receptores de Ryanodina ubicados en el retículo endoplásmico de la fibra muscular, llamado retículo sarcoplasmático (RS). Este tipo de acoplamiento se le denomina "acoplamiento electro-mecánico".
7. El calcio sale del retículo sarcoplasmático y se une a la proteína troponina C, presente como parte del filamento de actina, haciendo que module con la tropomiosina, cuya función es obstruir el sitio de unión entre la actina y la miosina.
8. Libre del obstáculo de la tropomiosina, ocurre la liberación de grandes cantidades de iones calcio hacia el sarcoplasma. Estos iones calcio activan las fuerzas de atracción en los filamentos, y comienza la contracción.
9. La miosina, lista con anticipación por la compañía energética de ATP se une a la actina de manera fuerte, liberando el ADP y el fosfato inorgánico causando un fuerte halón de la actina, acortando las bandas I una a la otra y produciendo contracción de la fibra muscular.

En todo este proceso también se necesita energía para mantener la contracción muscular, que proviene de los enlaces ricos en energía del adenosintrifosfato (ATP), que se desintegra en adenosindifosfato (ADP) para proporcionar la energía requerida.

## Tipos de contracciones musculares

### Contracciones heterométricas o isotónicas

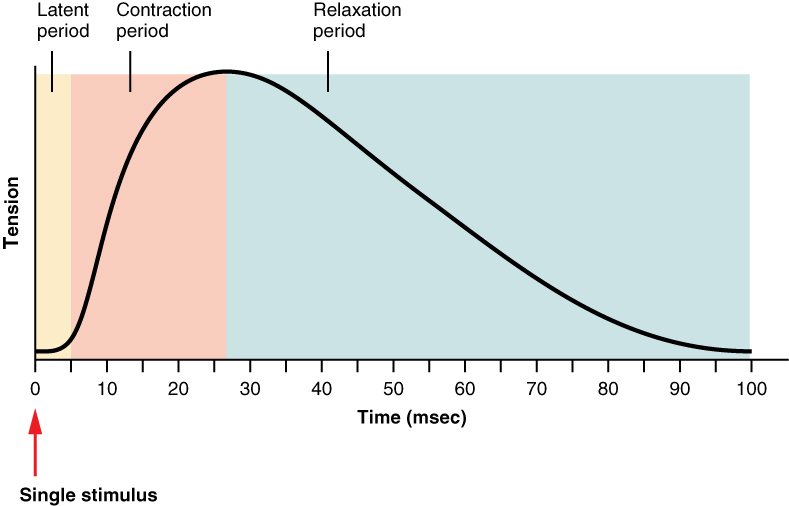
Miograma de una contracción muscular.

Mal llamadas contracciones isotónicas, ya que isotónicas significa "de igual tensión", aspecto que no se da en estas contracciones, ya que su tensión varía a lo largo del recorrido de la contracción en sus diferentes puntos.
Las contracciones heterométricas son las más comunes en la mayoría de los deportes, actividades físicas y actividades correspondientes a la vida diaria, ya que en la mayoría de las tensiones musculares que se ejercen suelen ir acompañadas por acortamiento y alargamiento de las fibras musculares de un músculo determinado.
Las contracciones heterométricas se dividen en: concéntricas y excéntricas.

#### Contracciones heterométricas concéntricas
Una contracción concéntrica ocurre cuando un músculo desarrolla una tensión suficiente para superar una resistencia, de tal forma  que este se acorta, y moviliza una parte del cuerpo venciendo dicha resistencia. Un claro ejemplo es cuando llevamos un vaso de agua a la boca para beber, existe acortamiento muscular concéntrico, ya que los puntos de inserción de los músculos se juntan, se acortan o se contraen:)
En el gimnasio podríamos poner los siguientes ejemplos:
- a. Máquina de extensiones.
  - Cuando levantamos las pesas, el músculo cuádriceps se acorta con lo cual se produce la contracción concéntrica avanzada. Aquí los puntos de inserción del músculo cuádripces se acercan, por ello se dice que se produce una contracción concéntrica.

- b. Tríceps con polea.
  - Al bajar el brazo y extenderlo para entrenar el tríceps, estamos contrayendo el tríceps en forma concéntrica. Aquí los puntos de inserción del músculo tríceps braquial se acercan, por ello decimos que se produce una contracción concéntrica.

En síntesis, decimos que cuando los puntos de inserción de un músculo se acercan, la contracción que se produce es «concéntrica».

#### Contracciones heterométricas excéntricas
Cuando una resistencia dada es mayor que la tensión ejercida por un músculo determinado, de forma que este se alarga, se dice que dicho músculo ejerce una contracción excéntrica. En este caso el músculo desarrolla tensión alargándose, es decir, extendiendo su longitud. Un ejemplo claro es cuando llevamos el vaso desde la boca hasta apoyarlo en la mesa, en este caso el bíceps braquial se contrae excéntricamente. En este caso actúa la fuerza de gravedad, ya que si no, se produciría una contracción excéntrica y se relajarían los músculos del brazo, y el vaso caería hacia el suelo con la velocidad otorgada por la fuerza de gravedad. Para que esto no ocurra, el músculo se extiende contrayéndose en forma excéntrica.
En este caso podemos decir que cuando los puntos de inserción de un músculo se alargan, se produce una contracción excéntrica. Aquí se suele utilizar el término alargamiento bajo tensión. Este vocablo «alargamiento», suele prestarse a confusión ya que si bien el músculo se alarga y extiende, lo hace bajo tensión y yendo más lejos no hace más que volver a su posición natural de reposo.
- a. Máquina de extensiones.
  - Cuando bajamos las pesas, el músculo cuádriceps se extiende, pero se está produciendo una contracción excéntrica. Aquí los puntos de inserción del músculo cuádriceps se alejan, por ello se dice que se produce una contracción excéntrica.

- b. Tríceps con polea.
  - Al subir el brazo el tríceps braquial se extiende bajo resistencia. Aquí los puntos de inserción del músculo tríceps braquial se alejan, por ello decimos que se produce una contracción «excéntrica».

En el caso de querer desarrollar la musculatura, se debe trabajar tanto en contracción concéntrica como en contracción excéntrica, ya que ambas van a tener que usarse en nuestra vida tanto cotidiana como deportiva.

### Contracciones isométricas
La palabra isométrica significa igual medida o igual longitud.
En este caso el músculo permanece estático, sin acortarse ni alargarse, pero aunque permanece estático genera tensión. Un ejemplo de la vida cotidiana sería cuando cargamos un peso y lo mantenemos elevado con el brazo, sin moverlo, manteniendo el peso en la misma posición. Los músculos generan tensión continua, y no se produce ni acortamiento ni alargamiento de las fibras musculares.
En el deporte se produce en muchos casos, un ejemplo podría ser en ciertos momentos del wind surf, cuando debemos mantener la vela en una posición fija. Con lo cual podríamos decir que se genera una contracción estática, cuando generando tensión no se produce modificación en la longitud de un músculo determinado.

### Contracciones axotónicas
Este caso es cuando se combinan contracciones heterométricas con contracciones isométricas. Al iniciarse la contracción, se acentúa más la parte heterométrica, mientras que al final de la contracción se acentúa más la contracción isométrica.
Un ejemplo práctico de este tipo de contracción lo encontramos cuando se trabaja con «"extensores"». El extensor se estira hasta un cierto punto, el músculo se contrae concéntricamente, mantenemos unos segundos estáticamente (isométricamente) y luego volvemos a la posición inicial con una contracción en forma excéntrica.

### Contracciones isocinéticas
Se trata más bien de un nuevo tipo de contracción, por lo menos en lo que refiere a su aplicación en la práctica deportiva. Se define como una contracción máxima a velocidad constante en toda la gama de movimiento. Son comunes en aquellos deportes en los que no se necesita generar una aceleración en el movimiento, es decir, en aquellos deportes en los que lo que necesitamos es una velocidad constante y uniforme, como puede ser la natación o el remo. El agua ejerce una fuerza constante y uniforme, cuando aumentamos la fuerza, el agua aumenta en la resistencia. Para ello se diseñaron los aparatos isocinéticos, para desarrollar a velocidad constante y uniforme durante todo el movimiento.
Aunque las contracciones isocinéticas e isotónicas son ambas concéntricas y excéntricas, no son idénticas, sino por el contrario son bastante distintas, ya que como dijimos anteriormente las contracciones isocinéticas son a velocidad constante regulada y se desarrolla una tensión máxima durante todo el movimiento. En las contracciones isotónicas no se controla la velocidad del movimiento con ningún dispositivo, y además no se ejerce la misma tensión durante el movimiento, ya que por una cuestión de palancas óseas varía la tensión a medida que se realiza el ejercicio. Por ejemplo, en extensiones de cuádripces cuando comenzamos el ejercicio, ejercemos mayor tensión que al finalizar por varias razones:
- una es porque vencemos la inercia.
- la otra es porque al acercarse los puntos de inserción muscular, el músculo ejerce menor tensión.

En el caso de los ejercicios isocinéticos, éstas máquinas están preparadas para que ejerzan la misma tensión y velocidad en toda la gama de movimiento.
Para realizar un entrenamiento con máquinas isocinéticas se necesitan equipos especiales. Dichos equipos contienen básicamente, un regulador de velocidad, de manera que la velocidad del movimiento se mantiene constante, cualquiera que sea la tensión producida en los músculos que se contraen. De modo que si alguien intenta que el movimiento sea tan rápido como resulte posible, la tensión engendrada por los músculos será máxima durante toda la gama de movimiento, pero su velocidad se mantendrá constante.
Es posible regular la velocidad del movimiento en muchos de estos dispositivos isocinéticos y la misma puede variar entre 0° y 200° de movimiento por segundo. Muchas velocidades de movimiento durante diversas pruebas atléticas reales superan los 100°/s .
Otras de estas máquinas tienen la posibilidad de leer e imprimir la tensión muscular generada.
Lamentablemente, dichos dispositivos solo están disponibles en centros de alto rendimiento deportivo por sus altos costos. No cabe duda de que la ganancia de fuerza muscular es mucho mayor con dichos tipos de entrenamiento, pero hay que tener en cuenta que en muchos deportes se necesita vencer la inercia y generar una aceleración, y por ello este tipo de dispositivos no serían muy adecuados para ello, ya que controlan la inercia y la aceleración.

## Relajación
La relajación es el momento en que la contracción da fin. Las diferentes fibras (miosina, actina) entran en su lugar y se encuentran con la aparición de la estría H. La relajación es el resultado del fin del impulso nervioso en la placa neuromuscular. Para que se produzca dicha relajación, se debe eliminar el Calcio del citoplasma celular y se debe aportar una molécula de ATP a la miosina.